# 12687 de Valory
12687 de Valory este o planetă minoră (asteroid) din centura de asteroizi. A fost descoperită pe 17 decembrie 1987 la Observatorul European Austral de Eric Walter Elst și a fost numită după Louis Guy Henri de Valori⁠(d). 
Obiectul prezintă o orbită caracterizată de o semiaxă mare de 2,5554314 UAi, o excentricitate de 0,12, o înclinație de 13,01172 ° în raport cu ecliptica.